# Jaulges
Jaulges ist eine französische Gemeinde mit 431 Einwohnern (Stand: 1. Januar 2022) im Département Yonne in der Region Bourgogne-Franche-Comté; sie gehört zum Arrondissement Auxerre und zum Kanton Saint-Florentin.

## Geographie
Jaulges liegt etwa 19 Kilometer nordöstlich von Auxerre. Der kleine Fluss Armançon begrenzt die Gemeinde im Norden. Umgeben wird Jaulges von den Nachbargemeinden Germigny im Norden, Butteaux im Nordosten, Percey im Osten, Villiers-Vineux im Osten und Südosten, Varennes im Süden, Ligny-le-Châtel im Westen und Südwesten sowie Chéu im Westen.

## Bevölkerungsentwicklung
| Jahr                      | 1962 | 1968 | 1975 | 1982 | 1990 | 1999 | 2006 | 2013 |
| Einwohner                 | 330  | 343  | 346  | 379  | 415  | 429  | 450  | 467  |
| Quelle: Cassini und INSEE |      |      |      |      |      |      |      |      |

## Sehenswürdigkeiten
- Kirche Saint-Martin
- Steinkreuz von Jaulges, Monument historique

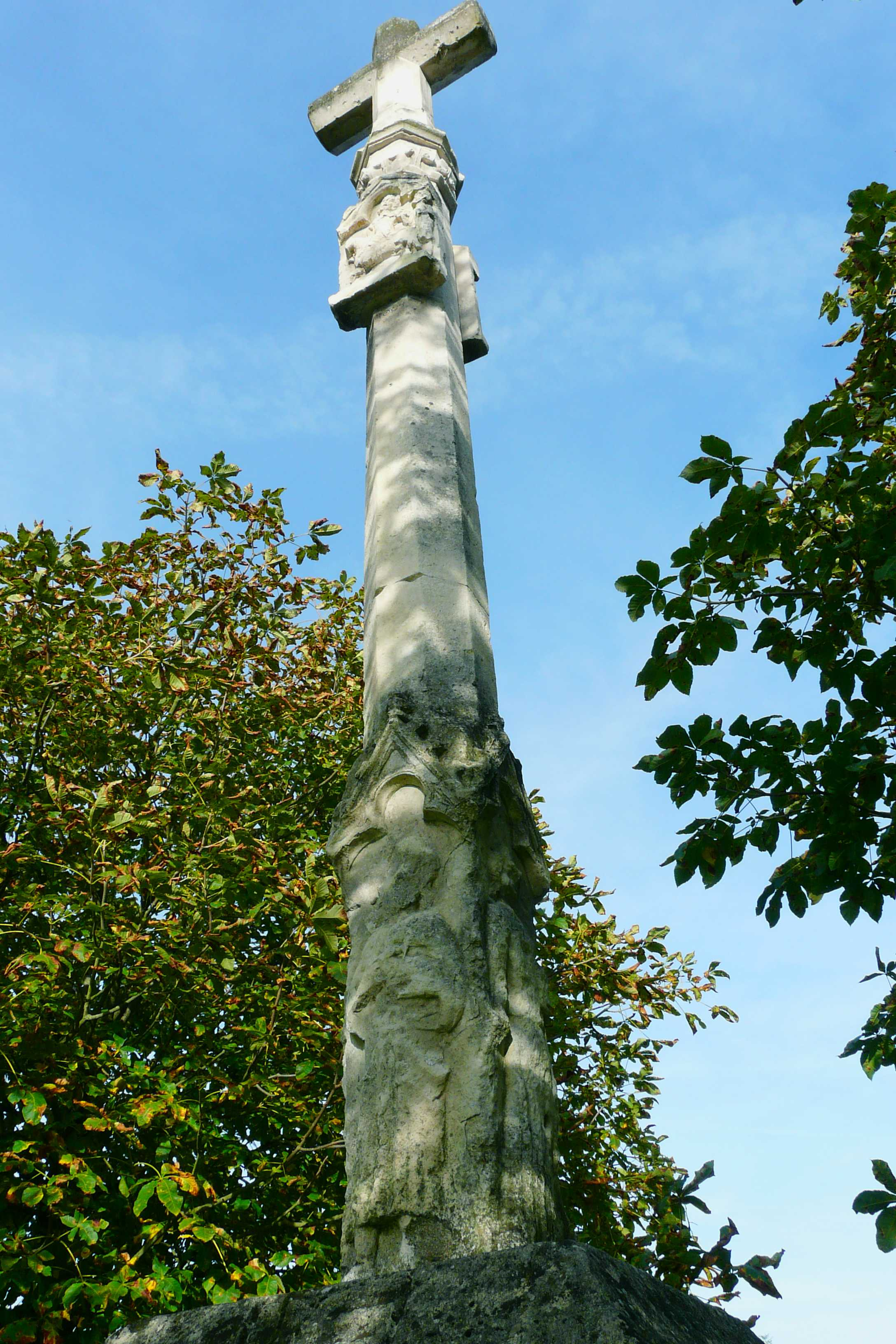
Steinkreuz von Jaulges